# Melville, Saskatchewan
Melville är en ort i Kanada.   Den ligger i provinsen Saskatchewan, i den sydöstra delen av landet, 2 100 km väster om huvudstaden Ottawa. Melville ligger 549 meter över havet och antalet invånare är 4 279.
Terrängen runt Melville är mycket platt. Trakten runt Melville är nära nog obefolkad, med mindre än två invånare per kvadratkilometer.. Det finns inga andra samhällen i närheten.
Trakten runt Melville består till största delen av jordbruksmark.